# Transeius macrospermathecus
Transeius macrospermathecus är en spindeldjursart som beskrevs av Papadoulis, Emmanouel och Kapaxidi 2009. Transeius macrospermathecus ingår i släktet Transeius och familjen Phytoseiidae. Inga underarter finns listade i Catalogue of Life.